# Histoire de Villard-de-Lans

Blason de Villard-de-Lans

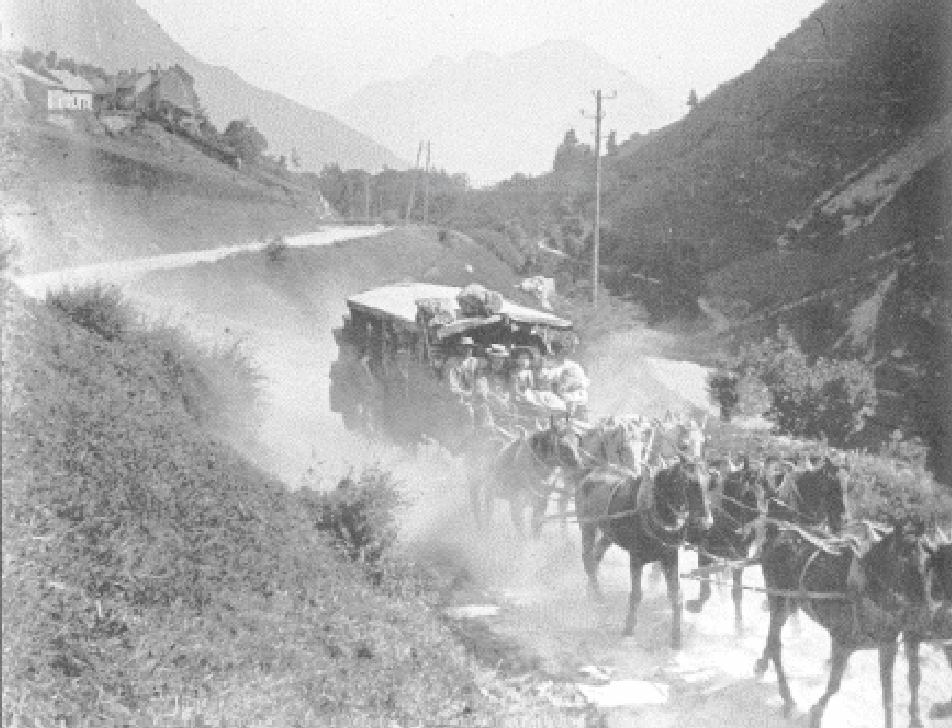
La patache de Villard-de-Lans en 1906

L'histoire de Villard-de-Lans (Isère), principale ville du massif du Vercors septentrional et isérois, secteur également connu sous le vocable des « Quatre-Montagnes » ou du « Val de Lans » est liée à cette partie de la montagne.
Centre de foire durant l'Ancien Régime, Villard-de-Lans fut, historiquement, depuis le Consulat, le chef-lieu de son canton jusqu'aux élections départementales de 2015, avant d'être incorporé avec toutes les communes de ce secteur dans le nouveau canton de Fontaine-Vercors. Toutefois, la ville reste le siège de la communauté de communes du massif du Vercors (CCMV).
Le site de Villard-de-Lans, fut, également, à l'instar des autres communes de ce même secteur du Vercors (mais de façon plus importante, au vu des capacités d'accueil), considéré comme une station climatique notable. À ce titre, la commune a accueilli de nombreux enfants venus de grandes zones urbaines françaises, entre les années 1930 et les années 1950, en raison de la qualité de son air.
Quelques dates importantes de l'histoire de Villard-de-Lans entre l'an 800 et l'an 2000
■ Quelques dates de l'histoire du Dauphiné et de la France - ■ Histoire de Villard-de-lans et du Vercors

## Préhistoire et Antiquité

### Préhistoire

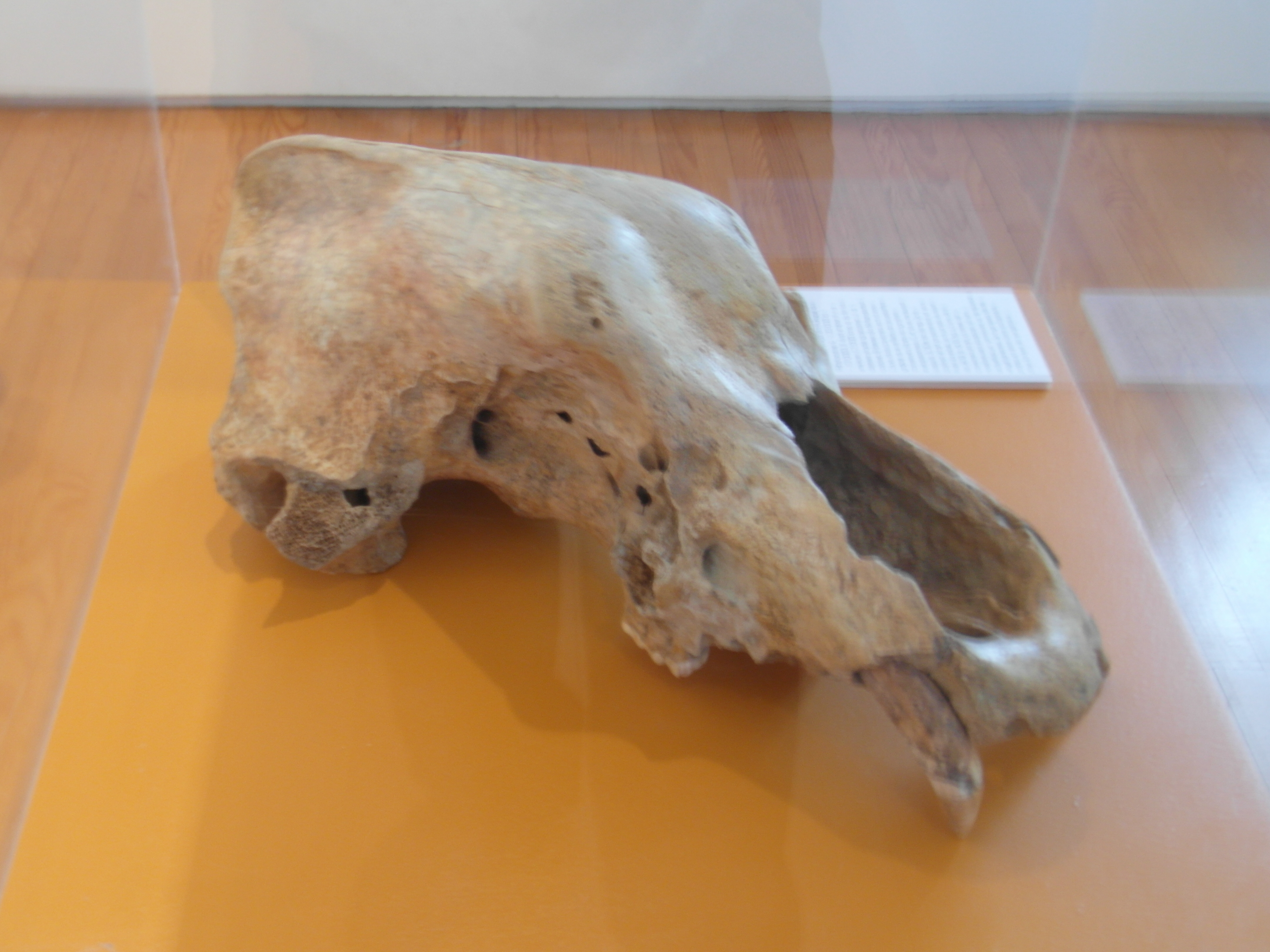
Crâne d'ours
Maison du Patrimoine.

Selon l'encyclopédie intitulée, « Histoire des communes de l'Isère », les vestiges les plus anciens de présence humaine découverts dans le val de Lans et le secteur des « Quatre-montagnes » remontent à l'épisode interglaciaire Riss-Würm (soit entre 120 000 et 80 000 ans avant notre ère).
Le musée de la préhistoire de Vassieux-en-Vercors indique sur son site que des traces de l'homme de Neandertal ont été retrouvées dans le secteur du Vercors Drômois, voisin. Un crâne d'ours des cavernes découvert dans un site de fouille préhistorique situé sur le territoire de la commune est exposé à la maison du patrimoine de Villard-de-Lans (voir photo).
Les hommes, très certainement de type néandertalien, qui parcouraient le Vercors à cette époque et pratiquaient la technique de taille du silex dite « Méthode de Levallois », ont laissé de nombreux spécimens d'artefacts sur le site des Mourets, situé à 1 160 mètres d'altitude, au nord-est du bourg, et datant du Paléolithique moyen. De nombreuses fouilles y ont été effectuées, et les résultats de ces recherches ont fait l'objet de communications au niveau de la communauté scientifique internationale.
Au début de l'âge du Bronze final (XIIIe siècle av. J.-C.) la résurgence du Trou du Renard a été un lieu de culte avec dépôt d'un vase et de céréales dans une anfractuosité, à une époque de climat sec.

### Antiquité

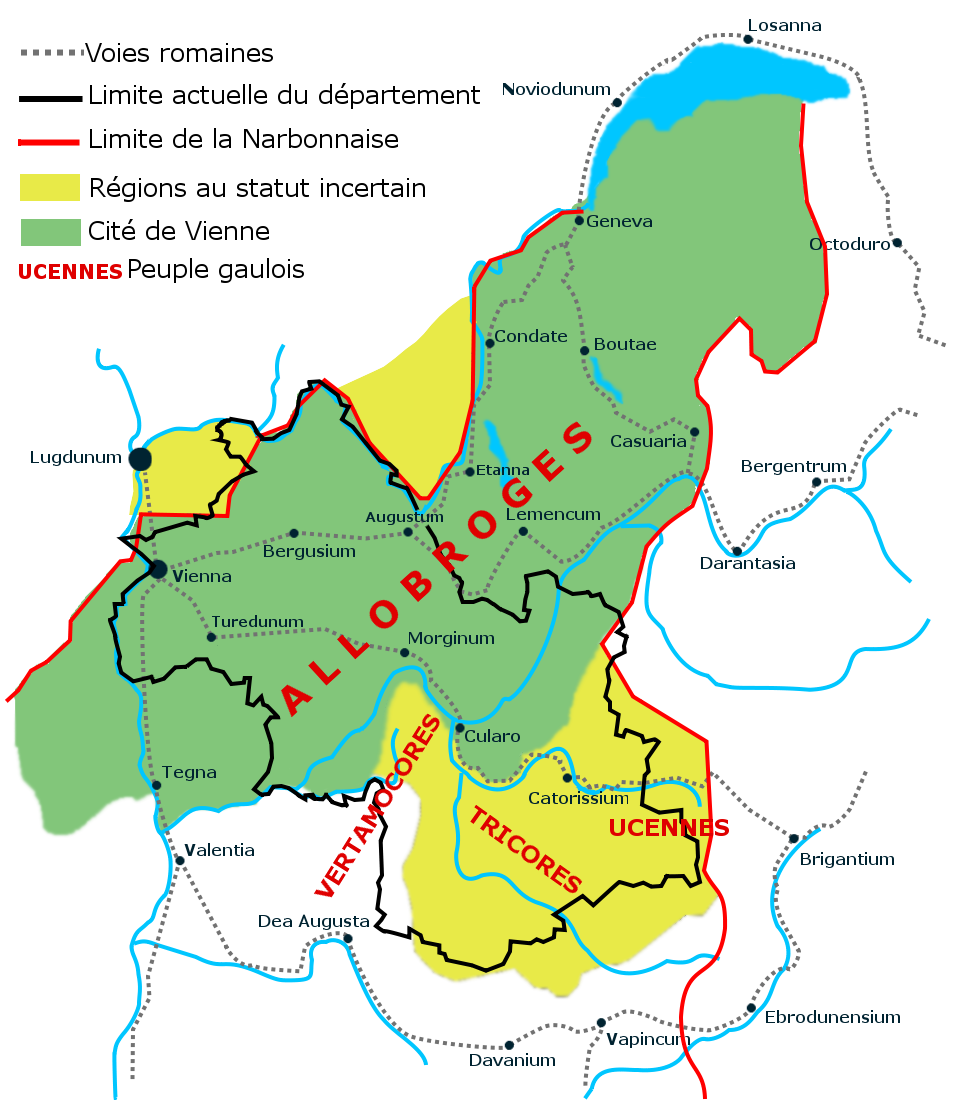
Carte de l'Allobrogie indiquant le territoire des Vertacomocores, au sud.

Durant l'Antiquité, un peuple  gaulois, très certainement d'origine celtique ou celto-ligure, les vertacomicorii (ou vertamocores), dépendant du peuple des voconces, s'installe dans les secteurs les plus accessibles du massif du Vercors.
C'est en se référant au nom de ce peuple que les géographes modernes (dont Raoul Blanchard) attribueront, plus tard, le nom de Vercors à l'ensemble de la région montagneuse qui entoure Villard-de-Lans et son canton, alors que ce nom était, à l'origine, limité au secteur drômois de La Chapelle-en-Vercors et de Saint-Agnan-en-Vercors. Le secteur géographique dit des « Quatre montagnes », terme médiéval, conservé jusqu'à ce jour (souvent dans un but touristique) correspond exactement au territoire de l'ancien canton de Villard-de-Lans disparu en 2015, mais toujours à celui de l'actuelle communauté de communes qui comprend six communes en 2016 : (Villard-de-Lans, Autrans-Méaudre en Vercors, Corrençon-en-Vercors, Engins, Lans-en-Vercors et Saint-Nizier-du-Moucherotte.
Bien que située à la limite du territoire des Allobroges, la tribu des vertacomores (avant l'invasion romaine) ne semble n'avoir jamais été dépendante ou soumise à cette grande tribu gauloise nord-alpine dont le domaine a toujours été situé au nord de la rivière de l'Isère, sinon à proximité de ses rives.
La seule trace d'une installation durable de ces peuples antiques dans le secteur proprement dit des « Quatre montagnes » date de l'époque gallo-romaine et se situe dans le secteur de la Rivoire (dit aussi des « Portes d'Engins ») à Engins où des archéologues ont découvert les vestiges d'un important foyer gallo-romain. D'ailleurs, en ce qui concerne la présence romaine et gallo-romaine, il est archéologiquement attesté que des sites romains furent assez nombreux en périphérie du Vercors et sur les hauts plateaux, particulièrement près de Die.
Le professeur d’histoire ancienne à l’Université de Newcastle upon Tyne (Grande -Bretagne) , J.F. Lazenby est l’auteur d’un livre dénommé « Hannibal’s War » paru en 1998 qui défend l'hypothèse (sans parvenir à prouver ce fait) que le général carthaginois Hannibal Barca, préparant son invasion de l'Italie, aurait pu diriger son armée à travers les gorges de la Bourne. Le camp du général aurait été situé près du village actuel de Choranche et que la « cité gauloise » prise d’assaut par la suite par les Carthaginois aurait pu se positionner sur le site actuel de Villard-de-Lans. Le chemin suivi par Hannibal passerait ensuite par un chemin correspondant au parcours de l'actuelle route départementale 531 qui rejoint Grenoble par Sassenage.

## Moyen Âge

Armoiries de la Maison de Sassenage.

Selon l'ouvrage, non réédité, de Florent Camoin, écrit en 1955 et dénommé, « Villard-de-Lans, son histoire, son site », le territoire du Villard-de-Lans se structura en divers hameaux au gré des fronts de défrichements qui définirent, petit à petit, les terroirs cultivables. Le bourg actuel fut fondé au croisement de deux chemins existant depuis la République romaine, celui de « Cassenatico », l'actuelle Sassenage à « Dea Augusta », l'actuelle Die et celui qui reliait la petite région du Royans au Col Vert.
Terre dauphinoise, sous domination des comtes d'Albon qui prirent au XIIe siècle le titre de dauphins de Viennois. Le comté d'Albon prit alors le titre de Dauphiné, cette partie du massif deviendra les « Quatre-montagnes » et correspondant aujourd'hui au contour de l'actuelle communauté de communes, reste cependant sous la suzeraineté des seigneurs et barons de Sassenage.
Historiquement, Le Villard-de-Lans fut cité pour la première fois en 1080 dans le cartulaire de saint Hugues sous le vocable de « Sancti Boniti di Vilar juxta Lanz », mais on ignore jusqu'à présent, la raison du choix de ce saint patron. Le terme « du Villard » désigne dès sa fondation un ensemble d'habitats, un bourg, « burgum » en latin, dépendant alors du château de Corrençon.
Durant toute son histoire, la paroisse restera la plus peuplée du massif du Vercors. Le 21 septembre 1145, une bulle papale confirme l'église Sancti Boniti di Vilari dans le diocèse de Grenoble (l'héritage antique situait la délimitation plus au nord, entre le col de l'Arc et la Bourne). Le « mandement du Villard de Lans », englobant les hameaux de Corrençon et de Méaudret apparaît à ce moment. Le mandement de Lans, cité voisine, exerçait sa domination sur les paroisses de Méaudre et Autrans. L'ensemble était réuni sous la désignation des « Quatre Montagnes ».
À la fin du XIIe siècle, l'abbaye provençale de Montmajour fonde un prieuré dans le secteur forestier d'Herbouilly sur le replat de la combe des églises et dénommé Prior vallis Caprarie, signifiant le « prieuré de la vallée des chèvres », marquant ainsi le début du hameau de Valchevrière. Un compte rendu de visite pastorale de l'évêque de Grenoble durant l'été 1488, signale que ce prieuré était dédié à Notre-Dame et saint Antoine, géré par les antonins de la préceptorie de Pont-en-Royans. C’est en 1777 que le titre de prieuré fut supprimé
Paroisse forestière, la communauté du Villard a su tirer avantage de ses forêts de résineux dès le XIIIe siècle, en déployant un vaste réseau marchand réputé. En 1265, la première scie à eau du Vercors est mentionnée sur le domaine féodal de la Bessia (Les Blachons) ; au XVe siècle, quatre scieries fonctionnent et centralisent la transformation du bois des Quatre Montagnes.
Bourg commercial particulièrement actif et prospère, le Villard se voit octroyer à l'occasion de la charte des franchises de 1338 un article lui reconnaissant le monopole commercial de son marché sur l'ensemble des Quatre Montagnes. Sous l'épisode coseigneurial de 1243-1360, le bourg est alors élevé au statut de capitale de la baronnie au même titre que Sassenage. Cela devient un enjeu d'influence par le biais de transactions et de procédures juridiques.

## Temps modernes

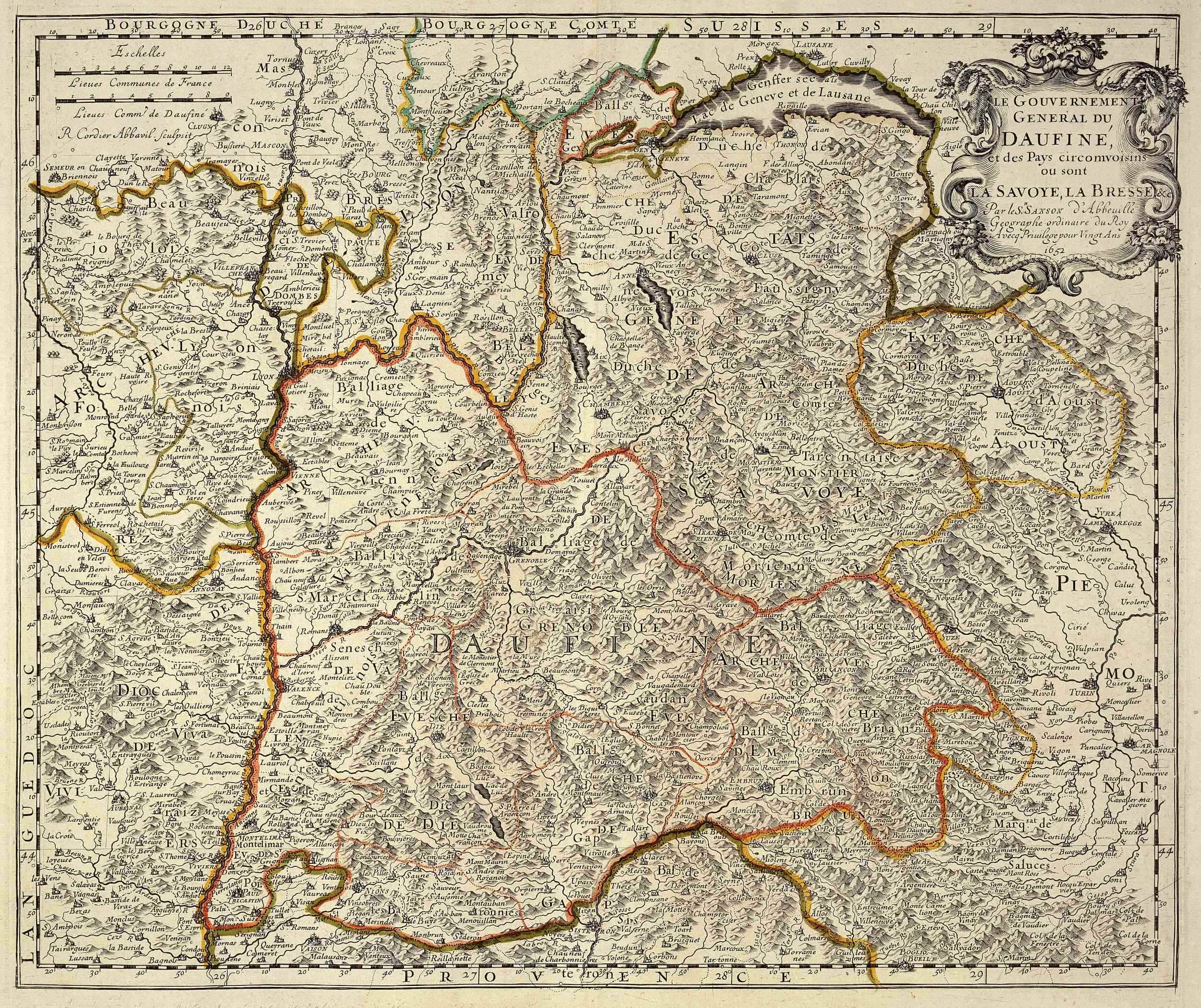
Carte du Gouvernement général du Dauphiné en 1652.

### La Renaissance
Objet de toutes les attentions, la paroisse voit ses prérogatives augmenter au XVIe siècle, le commerce du bois et l'agriculture céréalière garantissant la plus grande part des revenus de la Baronnie de Sassenage.
Les guerres de religion qui ravagèrent le Vercors, particulièrement dans sa partie drômoise, et la faillite des barons au cours de la deuxième moitié du XVIe siècle entraînèrent la rupture des liens privilégiés entre le Villard et Sassenage. Une nouvelle époque pour la cité, dorénavant plus libre va, dès lors, pouvoir commencer.

### XVIIesiècle
En, 1673, soit 12 ans avant la révocation de l'Édit de Nantes, Mgr Étienne Le Camus, évêque de Grenoble fait établir un état des visites pastorales dans son diocèse. Il y est fait mention de neuf-cents communiants (donc catholiques) et neuf familles dites « hérétiques » (donc huguenotes) pour la paroisse de Villard-de-Lans. Selon cette enquête, la proportion entre catholiques et protestants semble être la même pour l'ensemble du secteur des « Quatre-Montagnes ».
Autonome et éloignée du siège de la baronnie, la communauté villardienne vit sa population augmenter massivement. L'exploitation forestière relancée au cours du XVIIe siècle, permettra à quelques familles locales d'en tirer des profits considérables (telles que les familles Ravix-Delors, Gaillard et Lavallonne). Lié économiquement au Pont en Royans, le bourg Villard-de-Lans utilisa sa position au cœur des montagnes pour s'instaurer comme un carrefour marchand incontournable. Le « Breuil » ou champ de foire, issu du Moyen Âge, devint un marché référent pour l'ensemble des communautés du Vercors.

### XVIIIesiècle
Le XVIIIe siècle vit le fleurissement des domaines agricoles particuliers, chaque hameau dépendant la plupart du temps d'une famille « châtelaine » exploitant des fermiers. L'état de la couverture forestière, dévastée par la surexploitation privée pose problème dès 1700 et il apparut nécessaire d'inverser ce phénomène.
En 1776, selon l'historien local, Francis Camoin, on dénombrait dans la paroisse, 336 taillables (soit tous les paysans sujets à la taille, impôt direct) qui se répartissaient ainsi : 65 au bourg du Villard (bourg), 43 aux Geymonds, 39 à Corrençon (alors simple hameau), 28 au Bois Barbu, 23 aux Vières, 17 à la Martinière, 14 à Valchevrière et aux Nobles.
En 1780, les premières mesures furent prises avec la saisie des fustes (grumes) dans les six scieries de la paroisse. En 1782, pendant trois jours, les commissaires enquêteurs saisirent plus de 5 000 fustes malgré l'opposition de la population. La destruction de certaines scieries fut ordonnée.
À la veille de la Révolution, Villard-de-Lans et ses différents hameaux abritent environ 1 900 âmes selon les termes même de l'époque. Le village de Corrençon-en-Vercors qui lui est rattaché, abrite pour sa part 400 âmes. La majeure partie des habitants sont des paysans qui vivent de l'agriculture et de l'exploitation forestière. Les plus riches des villageois ne possèdent guère plus de cinq ou six vaches et les plus pauvres guère plus que quelques chèvres qui se nourrissent sur les terrains communaux. Les cochons, peu nombreux, vivent souvent au cœur de la maison, l'animal étant souvent sacrifié à l'occasion de Noël.

## Révolution française et Premier Empire

### Villard-de-Lans dans la tourmente révolutionnaire

#### Les États provinciaux et généraux

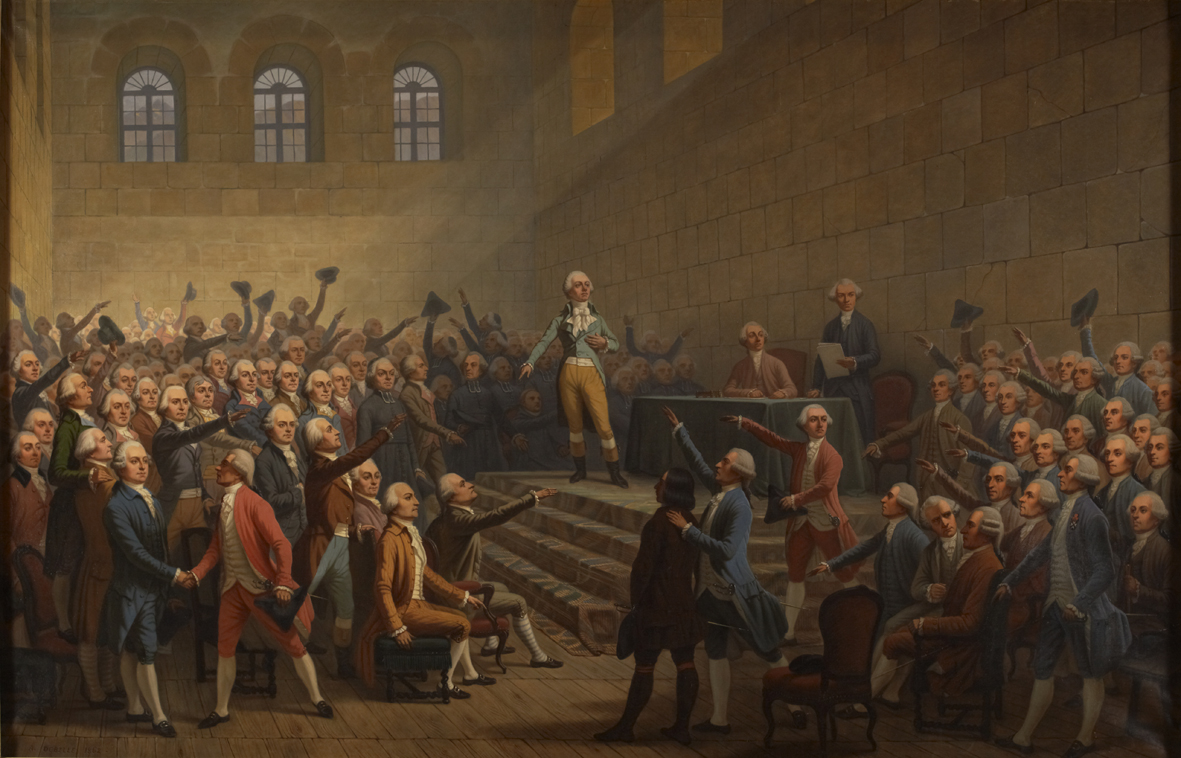
Réunion des états généraux du Dauphiné au château de Vizille en 1788 (musée de la Révolution française).

La Révolution française, dont les prémices ont été ressenties très tôt dans le Dauphiné, comme en témoigne la célèbre journée des Tuiles, séries d'émeutes survenues à Grenoble le 7 juin 1788, puis la Réunion des états généraux du Dauphiné organisée le 21 juillet de la même année, est suivie avec enthousiasme par les Villardiens.
Le roi Louis XVI convoque, dès lors, l'Assemblée provinciale du Dauphiné (créée par Necker en 1789). Celle-ci est composée de trente membres du clergé, soixante de la noblesse et quatre-vingt-dix du Tiers État. Parmi ces derniers vingt-et-un des membres seront choisis dans la Généralité de Grenoble, dont un député qui représentera Villard-de-Lans : cet homme, un laboureur du nom de Claude Chabert est originaire du hameau des Pouteils. Ces États de la Province du Dauphiné, préparatoires à la future convocation des États généraux de 1789, se dérouleront sur plusieurs cessions, la dernière étant tenue à Romans sur Isère entre le 1er décembre 1788 et le 16 janvier 1789.

#### La fin de la monarchie
La Grande Peur de l'été 1789 entraîne quelques angoisses sur le plateau, tout comme la nuit du 4 août 1789 qui déclenche l'effondrement des mandements seigneuriaux et cristallisa de nouveau les anciennes querelles de clochers, chaque commune réclamant son autonomie. Lans et Le Villard se disputèrent durant toute la période révolutionnaire le titre de chef-lieu de canton et qui sera finalement obtenu, à la fin de la dite période, par le Villard qui avait su conserver l'intégrité de son mandement et sa foi révolutionnaire. Villard-de-Lans gardera la tête de son canton jusqu'en 2015, date de sa disparition.
Le 1er février 1790, le dénommé Claude Chabert, déjà bien connu de la communauté, est élu maire au premier tour, poste qu'il refuse, laissant ainsi la place à Louis Mazet, Claude Chabert se réservant le titre de procureur. Le 14 juillet 1790, la Fête de la Fédération est organisée en présence de ces deux magistrats et celle du curé de la paroisse, le père Caire. Le 30 décembre de la même année, Louis Mazet, nommé juge de paix, cède sa fonction de maire à Pierre Nicollet. Durant la même période, la Constitution civile du clergé est adoptée en France par l'Assemblée nationale constituante et celle-ci devient définitivement une Loi, le 24 août 1790. Celle-ci institue, en conséquence, une nouvelle Église, l'Église constitutionnelle), ce qui provoque la division du clergé en clergé constitutionnel et clergé réfractaire. À Villard-de-Lans, le curé Caire et son vicaire Jean Goubet ont accepté tous deux cette décision et prêtent serment à la Constitution.
En 1792, à la suite de la chute du roi, les confréries religieuses sont supprimées, entraînant directement une perquisition dans l'église Saint-Bonnet de Villard et, le rapport, établi à sa suite et remis aux autorités révolutionnaires, indiquera la présence de membres de la confrérie des pénitents blancs au sein de la paroisse. Le 23 décembre 1792, le cabaretier Pierre Allard est élu maire entraînant alors un conflit larvé avec d'autres membres du conseil municipal et l'éviction du cabaretier remplacé par Jean Achard. En janvier 1793, les registres paroissiaux seront saisis et l'état civil géré par la mairie, c'est le début d'un long conflit entre la municipalité largement acquise aux idées révolutionnaires et l'église.

#### L'ère de la terreur et de la déchristianisation
La municipalité de Villard-de-Lans décide par décret du 15 novembre 1793, de descendre les cloches de l'église et seule une petite cloche, sans aucune connotation religieuse, sera conservée pour appeler le conseil des habitants, le jour du décadi. Le 30 nivôse de l'an II (soit le 19 janvier 1794), à la suite de la fuite du seigneur de Sassenage et l'arrestation de son châtelain, la municipalité dresse un grand bûcher pour y brûler tous les titres seigneuriaux. Le 30 pluviôse de l'an II (soit le 18 février 1794) le conseil municipal de Villard-de-Lans envoie l'inventaire des biens sacerdotaux à Grenoble, chef-lieu du département, et quelques jours plus tard, le 5 ventôse, ce même conseil municipal dénonce « les signes de fanatisme qui subsistent dans l'édifice » et ordonne qu'ils soient tous détruits. L'église Saint-Bonnet est saccagée et pour bien marquer la décision de tourner le dos à « l'ancienne religion », une manifestation de l'Être suprême est organisée au hameau des Blachons, qui domine le bourg, le 20 prairial de l'an III (soit le jour de la Pentecôte 1794). Un grand incendie dévastera ensuite l'église Saint-Bonnet le 10 avril 1795 sans qu'on connaisse exactement l'origine du sinistre. Une lettre du 6 pluviôse de l'an XI (soit le 26 janvier 1803) indiquera que l'église est toujours en ruine et menace de s'écrouler.

#### Le retour au calme
La chute de Maximilien de Robespierre à Paris, et l'arrivée au pouvoir de la Convention thermidorienne va quelque peu apaiser cette situation, et le nouveau maire Jean Achard est contraint, à son tour, de démissionner et de partir à Grenoble pour mettre fin aux tensions.
Entre 1795 et 1799, une nouvelle organisation instaurée à l'origine par le Directoire regroupe au chef-lieu de canton, les assemblées de conseillers municipaux, chef-lieu situé, à cette époque, dans la commune de Lans mais uniquement pour cette période, car une décision officielle datant des premiers jours du Consulat transporte le siège du canton de Lans au Villard en date du 20 brumaire de l'an III (soit le 11 novembre 1799), Lans payant derrière cette décision, ses fidélités plus ou moins avouées à la cause royaliste. Le 6 floréal de l'an VIII (soit le 26 avril 1800), le préfet Ricard, depuis son bureau de Grenoble, nomme Joseph Aimard (fils), maire du Villard-de-Lans.

### Villard-de-lans sous le premier Empire

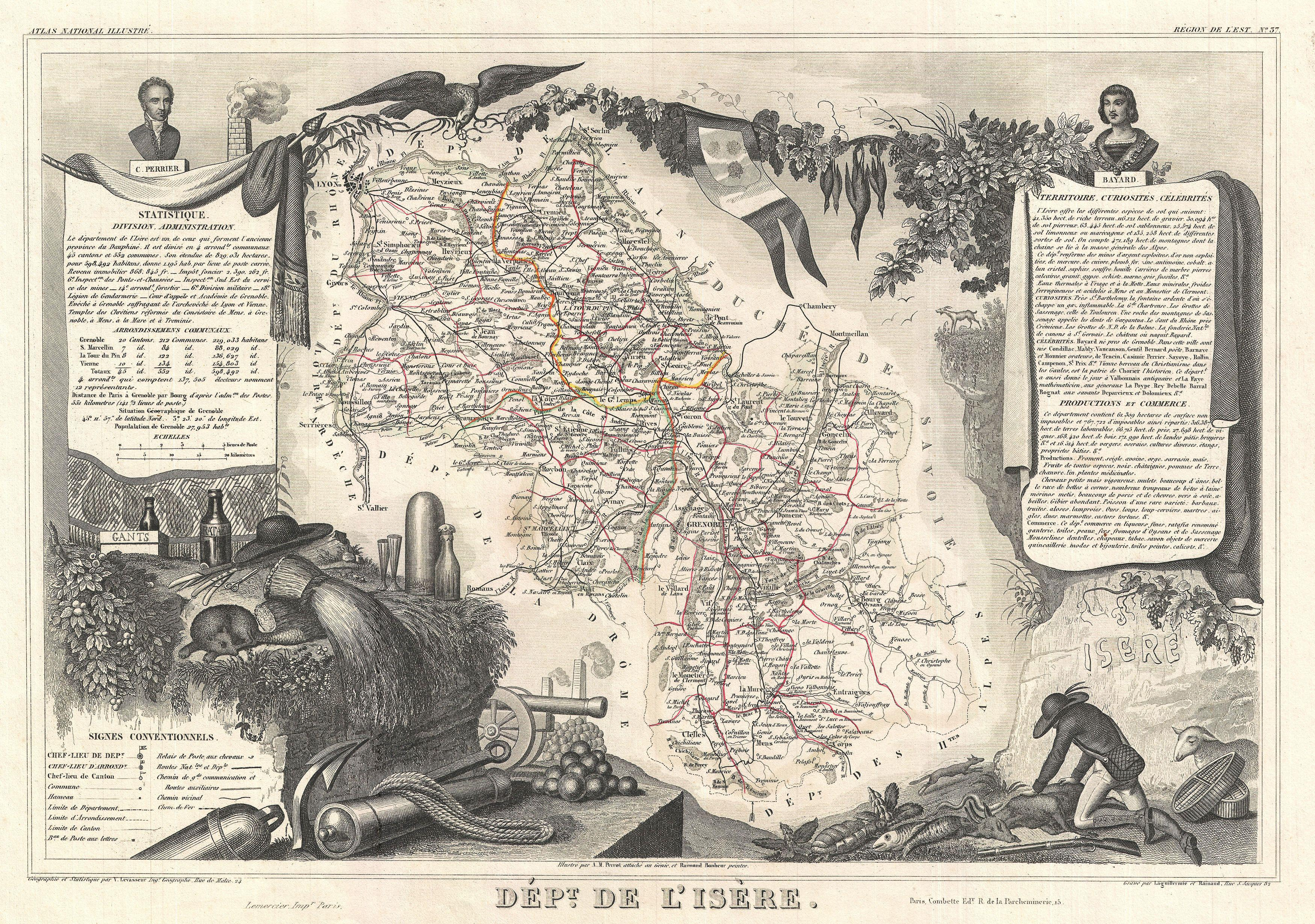
Carte du département de l'Isère en 1852.

Selon Romain Buclon, spécialiste de cette période et qui révèle cet évènement dans « les cahiers du Peuil », revue sur l'histoire et les traditions locales du Vercors, l'année 1812 fut celle d'un grand incendie qui dévasta la majeure partie du bourg, dont la maison bourgeoise de Mme de Lavallonne (de précédents incendies moins importants étaient déjà survenus en 1649 et en 1763), obligea les habitants à investir dans les toitures en tuiles et la création d'un embryon de protection contre les incendies avec la réforme de l'ancien chemin de ronde médiéval pour la surveillance des incendies.
La dispersion des biens seigneuriaux permit l'investissement de certaines familles, issues des anciens notables du XVIIIe siècle, qui surent tirer profit des nouveaux liens avec les places financières. Rapidement, le bourg du Villard-de-Lans fut ceinturé de maisons de maîtres, propriétés de familles de notaires ou notables tels que les Bertrand-Jullien, les Jourdan, les Lavallonne, les Achard-Piccard, les Nicollet, les Cocat et d'autres familles L'année 1812 fut également celle où bourg inaugura sa première école primaire.
Tableau chronologique des événements à Villard-de-Lans sous la Révolution et le Premier Empire (de 1788 à 1815)

## Époque contemporaine

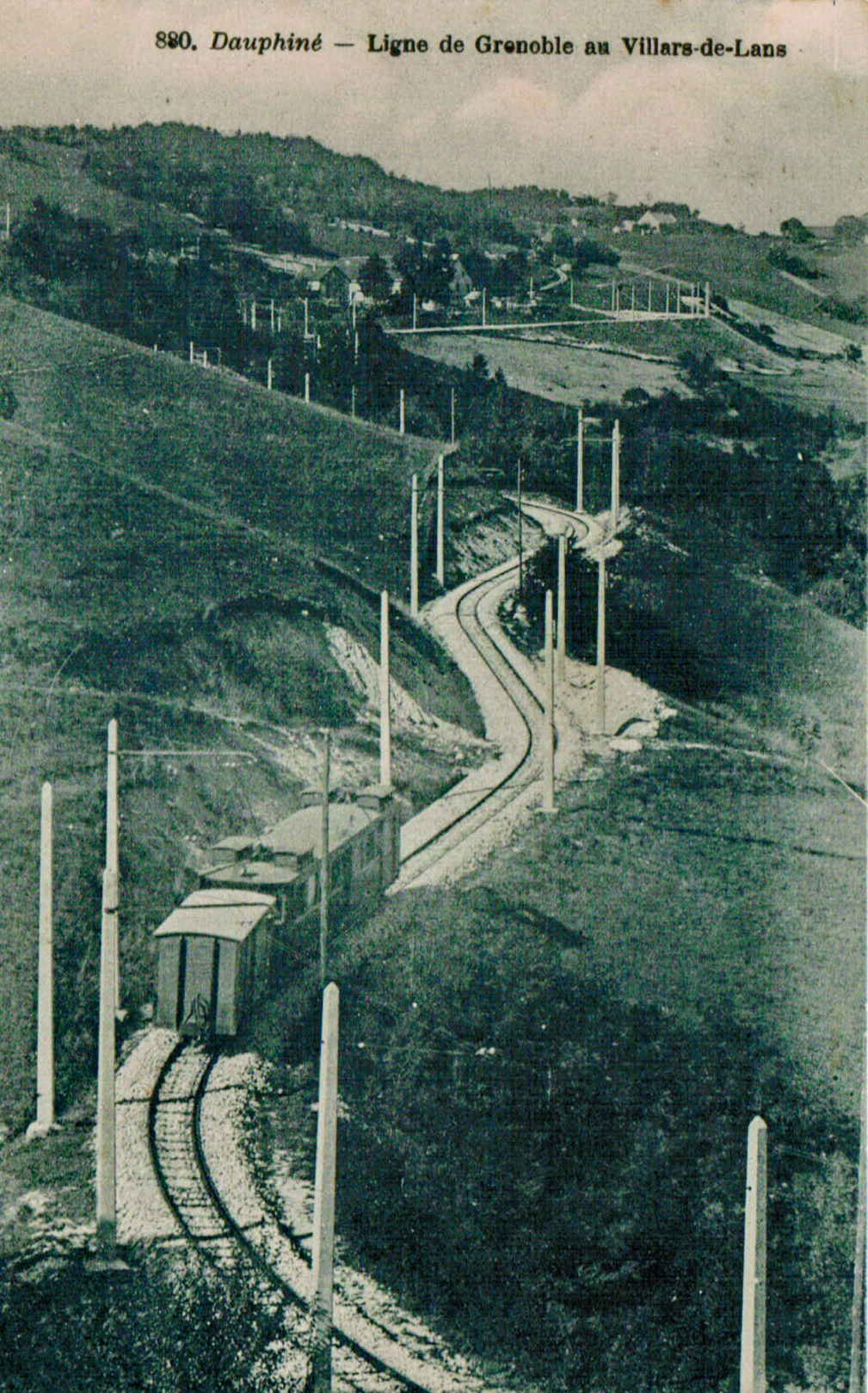
Ligne de Grenoble à Villard.

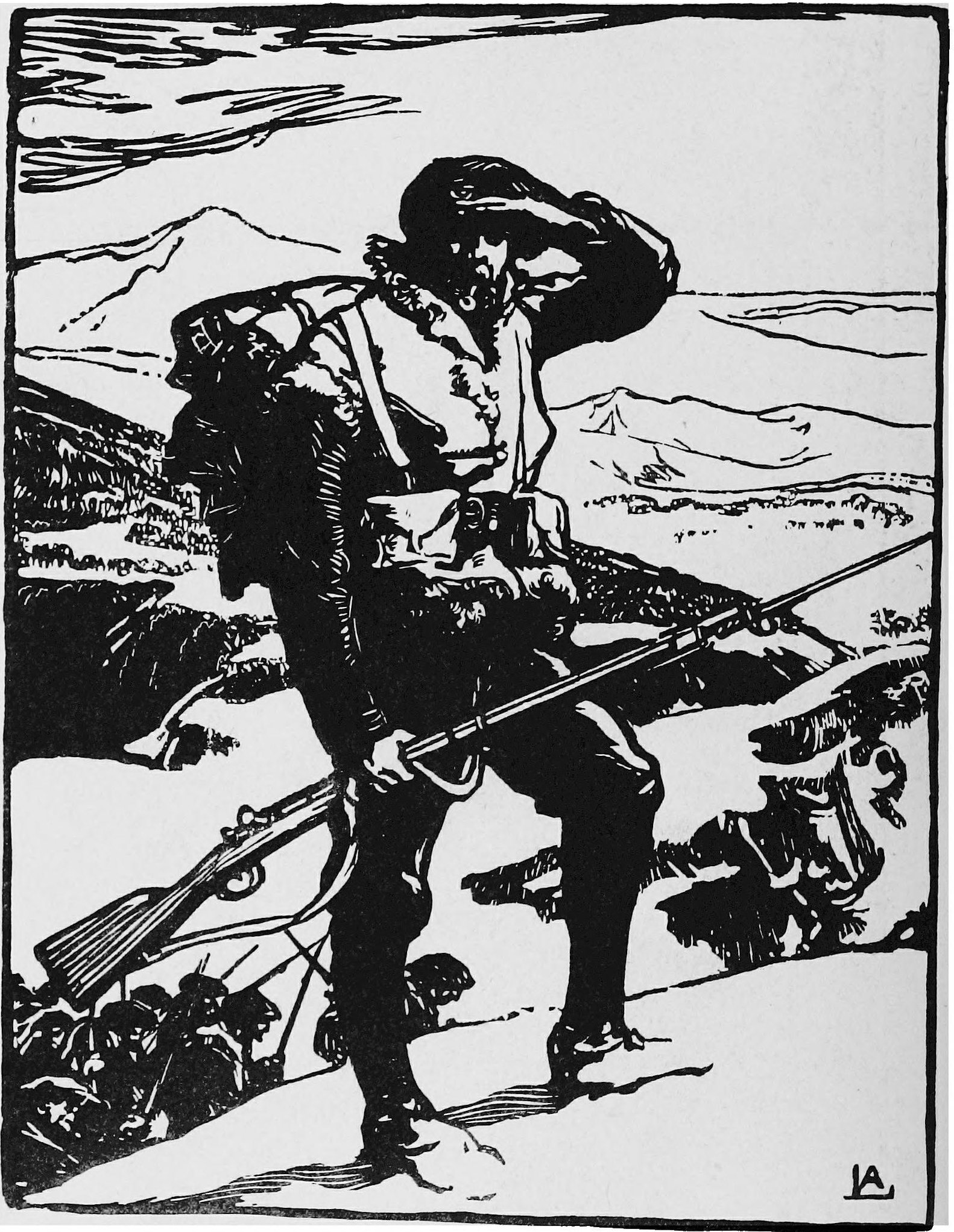
Chasseur alpin par Auguste Lepère (1849-1918).

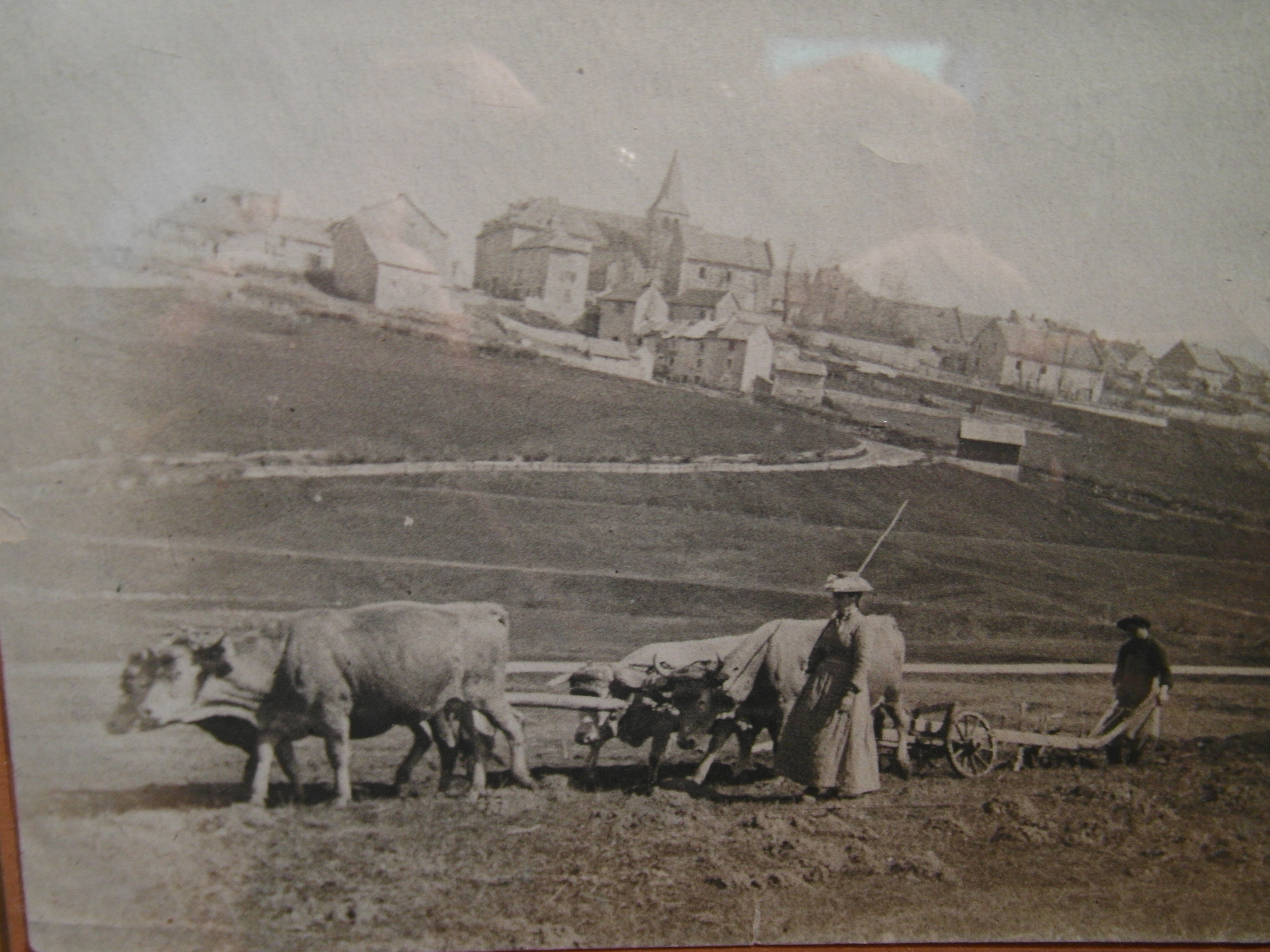
Villard-de-Lans en 1900.

### Le temps des colporteurs et des muletiers
Avant le début du XIXe siècle, il n'y avait pas de voie carrossable pour se rendre à Villard-de-Lans et le plateau des Quatre-Montagnes. Les colporteurs, principaux liens entre le plateau et le reste du royaume de France, franchissaient le pas de l'Allier (à l'ouest), le col vert (à l'est) et le pas de la Balme (au sud) pour vendre leurs marchandises mais également apporter diverses nouvelles. Leurs mulets souvent organisés en « coubles », c'est-à-dire des attelages de douze bêtes , transportaient les bulbes, graines et semences, du charbon de bois, du vin, des outils divers, utiles aux gens du plateau.

### Le désenclavement du canton de Villard-de-Lans
En 1822, l'ensemble des maires du canton écrivent une lettre commune qu'ils adressent au Préfet de l'Isère afin de transformer le chemin muletier reliant Villard-de-Lans à Sassenage en une voie routière praticable aux voitures. Cette première grande voie d'accès vers le Vercors sera terminée en 1827, à la suite de cette demande. La même année, un premier pont (projet établi en 1808) situé au bout de l'actuelle avenue Aristide-Briand à Fontaine permet de joindre plus directement Lans-en-Vercors, Engins et Sassenage à Grenoble sans avoir à faire un détour par Claix ou utiliser un bac à traille, Villard-de-Lans est désormais raccordée à Grenoble par un chemin carrossable sur une distance inférieure à 35 km.
En 1857, au bout de presque 50 ans de procès et de négociations, le hameau de Corrençon se détache enfin de la commune du Villard-de-Lans et devient une commune indépendante, celle de Corrençon-en-Vercors
De nouvelles routes sont construites durant toute la durée du XIXe siècle, à l'instar de la route Villard-de-Lans à Sassenage par les gorges d'Engins, déjà citée précédemment. La route des gorges des Grands Goulets en 1856 sera la seconde voie d'accès, mais qui sera remplacée par un tunnel en 2008 en raison de nombreux éboulements. Le tunnel du Rousset qui relie Villard à Die est percé en 1866. La route de Grenoble à Saint-Nizier-du-Moucherotte est ouverte en 1875, complétée par la route des Ecouges en 1883, celle de Presles en 1885 et, enfin, celle de Combe Laval en 1896. Toutes ces routes, enfin terminées à la fin du XIXe siècle, désenclavent le village qui est définitivement relié à tous les secteurs du Vercors et aux principales villes de la région (Grenoble, Die, Valence).
En 1888, Villard-de-Lans devient une des premières communes de France électrifiées grâce à l'ingénieur Séraphin Achard-Picard.

### Villard-de-Lans, site militaire: «L'école à feu du Villard-de-Lans»
À la suite de la défaite de 1870, l'État-major des Forces armées françaises se rendit compte de la nécessité de rénover l'appareillage militaire et de spécialiser certaines troupes, au niveau national, en créant notamment des bataillons de chasseurs alpins dès 1888.
Dès lors, des terrains d'exercices militaires furent créés dans le domaine montagnard, en accord avec les élus locaux. Le vallon de la Fauge, situé à la périphérie du bourg de Villard, lieu encaissé et assez éloigné des habitations, présentait un lieu d'exercice avantageux répondant aux attentes des garnisons alpines locales, et le champ de tir connut ses premières activités au mois de septembre 1890. Le territoire de la commune de Villard-de-Lans passe alors de l'administration d'affaires militaires internes à des affaires touchant des troupes extérieures au plateau (dépendant des garnisons de Grenoble). Plusieurs périodes de manœuvres furent ensuite définies, sans excéder des périodes de quinze jours, elles se présentaient généralement au printemps afin de ne pas gêner les travaux locaux des champs.
Le « pont de l'amour » (son nom d'origine étant la « passerelle de la Fauge »), construction emblématique du vallon de la Fauge, situé en amont du bourg, est une trace historique de cette présence militaire connue sous le nom de « L'école à feu du Villard-de-Lans », car il fut construit en 1896 par le Génie militaire afin de permettre aux troupes de traverser le torrent du même nom, à pied sec. En 1940, après deux guerres mondiales, le champ de tir cesse ses activités

### La naissance des sports d'hiver
Dès l'année 1906, le bourg de Villard-de-Lans est reconnu comme une station de ski et des aménagements effectués dans les années 1920 lui permette d'accueillir les premières compétitions de bobsleigh en 1931.
Le premier téléski de Villard ouvre en décembre 1936 au hameau des Cochettes ; il est conçu par Marcel Dumas, ingénieur-chef à la société de production électrique locale. Quelques mois plus tard, un autre téléski, dit à « système débrayable », est installé par les entreprises Pomagalski et Dandelot sur la colline des Bains non loin du bourg central de Villard en 1937.
Durant plus de dix ans, une ligne de tramway dénommée le Tramway Grenoble - Villard-de-Lans est construite pour relier le bourg au centre de la préfecture de l'Isère. Les travaux se termine le 26 juin 1920 et la ligne est inaugurée sous la présidence d'André Honnorat, ministre de l’Instruction publique du gouvernement. Exploitée par la Société grenobloise de tramways électriques, cette ligne de tramway qui desservait également les bourgs de Saint-Nizier-du-Moucherotte et Lans-en-Vercors cesse définitivement son activité en 1951.
La pratique du bobsleigh permis à la commune de Villard-de-Lans de devenir une des stations majeurs de ce sport méconnu en France entre les années 1920 et les années 1950, notamment grâce à l'action de Henri Oddou, présenté comme un acteur majeur de cette discipline. Les premiers championnats de France de bobsleigh se déroulèrent les 10 et 11 février 1934 sur la piste des Clots.

### L'ère du climatisme
La réputation du climat, liée à l'altitude et son éloignement des grandes agglomérations permet à la commune d'ouvrir son premier sanatorium en 1922, sous l'égide de l'institut d'hygiène de la ville de Paris en collaboration avec la mairie de Villard-de-lans qui en deviendra l'unique propriétaire en 1926 pour en modifier la mission. En effet, dès cette année, les communes du canton de Villard émettent le souhait privilégier la prise en charge des enfants dits « fragiles » mais sains, à celles des enfants malades en n'autorisant localement que la création de structures d'accueil baptisés prosaïquement sous le nom d'aériums.
Au-delà de cette activité sanitaire qui attire beaucoup d'enfants, l'essor du tourisme, l'attrait de la montagne entraîne un accroissement de la capacité hôtelière dès les années vingt et les années trente : si, au début du XXe siècle, le territoire de la commune ne comptait que 3 hôtels, dont, notamment, l'hôtel Ravix et l'hôtel Piccard, il en comptera une trentaine à la veille de la Seconde Guerre mondiale.
Le 13 janvier 1939, alors qu'il est en voyage officiel vers Paris pour y rencontrer les membres du gouvernements français, le Sultan du Maroc, Mohamed V, ses enfants et sa suite, débarquées à Marseille le matin même, passeront une nuit dans les hôtels de Villard-de-Lans et de Lans-en-Vercors. Ses enfants dont, le futur Hassan II, resteront jusqu'au 20 août dans le canton.

### La Seconde Guerre mondiale et la Résistance

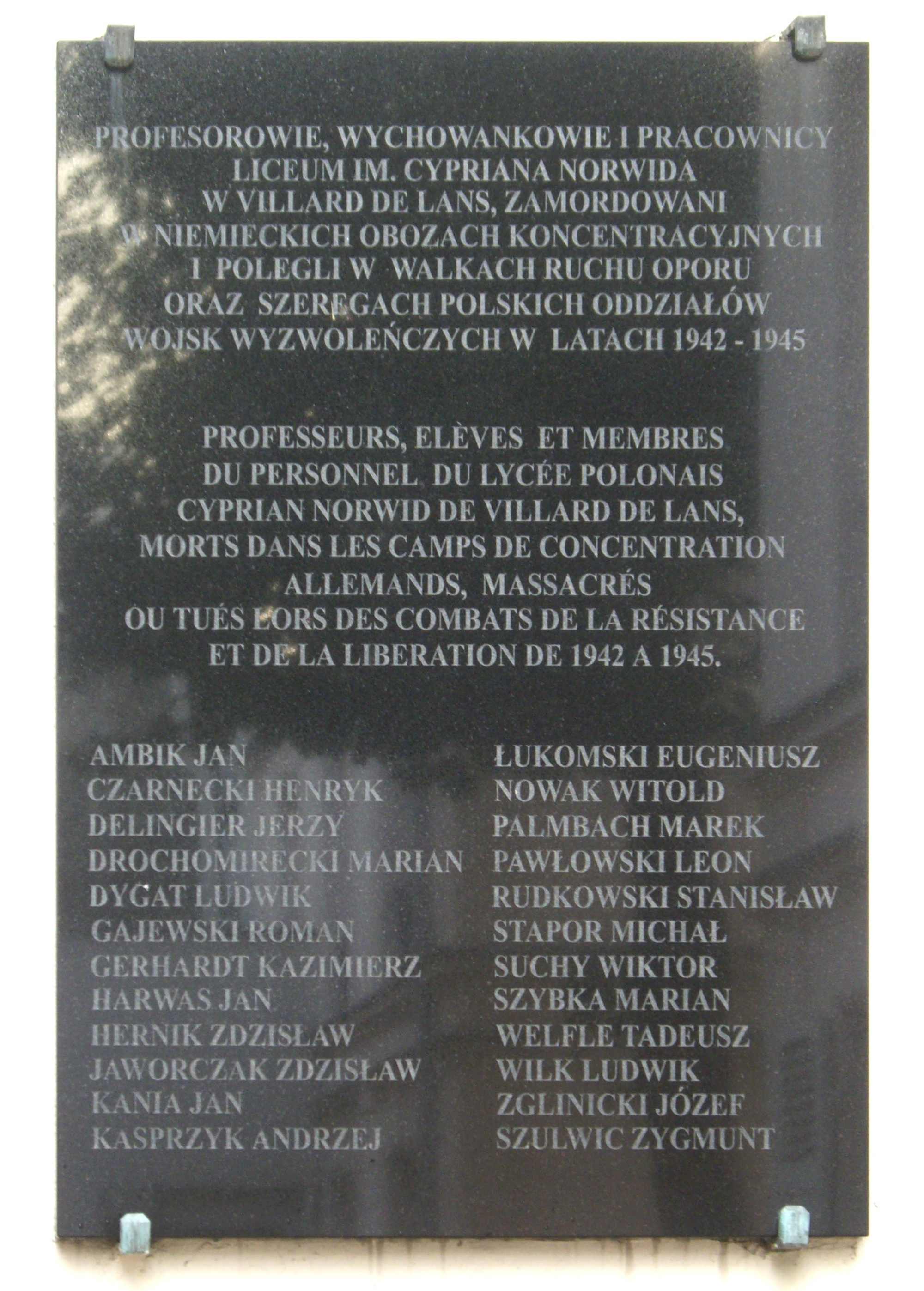
Plaque à l'École polonaise de Paris en mémoire des morts du lycée polonais Cyprian Norwid.

Durant la Seconde Guerre mondiale, Villard-de-Lans accueille le seul lycée polonais de l'Europe occupée. Il sera installé dans les bâtiments de l'hôtel du Parc et du château. De nombreux élèves et enseignants seront déportés dans des camps par l'occupant (une plaque apposée sur le mur de l'ancien bâtiment permet de connaitre leurs noms). La région des Alpes abrite plusieurs milliers de Polonais, clandestins, militaires évadés, résistants du réseau F2 (dit « Monika »).
En très peu de temps, Villard-de-Lans, commune essentiellement rurale et montagnarde et très proche de Grenoble, devient donc un lieu de refuge pour les résistants à l'occupation allemande qui formeront le Maquis du Vercors. Avec l'apport de jeunes réfractaires au service du travail obligatoire (STO), l'ensemble du secteur finit même par rassembler entre les années 1942 et 1944, une véritable petite armée intérieure forte d'environ 5 000 hommes.
Durant cette période, La maison d'enfants « Bon accueil » protège et cache des enfants grâce à un réseau mis en place pour sauver des enfants juifs vivant dans la zone sud, avec l’appui de certains membres du clergé catholique et des familles locales.
Le 9 juin 1944, quelques jours après le débarquement des troupes anglo-américano-canadiennes en Normandie, l'immense majorité des hommes valides de Villard-de-Lans rejoignent le maquis en réquisitionnant tous les cars et toutes les voitures de la compagnie Huillier. Grâce à un stratagème (faux enlèvement), les gendarmes de la commune rejoignent le maquis.
Bien avant ces événements, dès l'année 1942, un plan audacieux, dénommé « Plan Montagnard » avait été envisagé afin d'utiliser le plateau du Vercors comme tête de pont aéroportée pour les troupes alliées. Malheureusement, l'arrestation de son principal initiateur le général Delestraint suspendra la mise en place de ce plan. En fait, ce sont les Allemands qui utiliseront ce stratagème, en envoyant des troupes d’élite qui réussiront à atterrir au moyen de 40 planeurs de 8 hommes chacun à Vassieux-en-Vercors. Le 23 juillet 1944, le petit hameau de Valchevrière, ainsi que les fermes de Roche et Mistri, sont incendiés par des militaires de la Wehrmacht. Même si, en fait, à cette époque, ce hameau situé en pleine forêt était déjà inhabité et donc sans population civile, il était cependant utilisé comme zone de repli par la Résistance. La population villardienne et le maquis paieront donc un lourd tribut, à la suite de cette attaque. En 2016, Valchevrière est resté en l'état, avec ses poutres calcinées, ses pierres noircies afin de témoigner de la dureté des combats, et il peut être visité librement.

Drapeau de la République du Vercors en 1944.

Alors qu'il n'a plus aucune responsabilité au niveau gouvernemental, le général de Gaulle rendra hommage aux combattants du plateau du Vercors en se rendant à Villard-de-Lans en 1948, à l'occasion d'une visite privée, durant laquelle il prononcera un discours où il essaiera de s'expliquer sur la polémique encore très forte à l'époque, vis-à-vis de l'attitude du chef de la France libre et des alliés à l'égard du Maquis du Vercors. Ce sera l'unique visite, sur le territoire de Villard-de-Lans, de l'homme politique qui deviendra président de la République française, dix années plus tard.
De nombreuses plaques commémoratives s'adressant aux passants, touristes et visiteurs indiquant le nom des victimes de la lutte contre l'occupant ont été installées dans de nombreux secteurs de Villard-de-Lans. Une plaque est visible sur la façade de l'ancien lycée polonais et d'autres plaques sont visibles sur le secteur de Valchevière et notamment sur le balcon installée sur la route dominant l'ancien village. Enfin une dernière plaque commémorative est visible entre le hameau des Clots et le hameau des Glovettes qui dominent le bourg et la station du Balcon de Villard et qui relate l'exécution de Léa Blain et de Rémi Lifschitz.
Monique Guyot (1906 -2001), directrice de la pension Sainte-Marie, établissement pour enfants proche de la mairie et du lycée polonais, est l'auteure d'un journal écrit durant la fin de la Seconde Guerre mondiale. Celui-ci présente, avec le prisme de sa propre opinion (anti allemande et anti résistance car pétainiste), les faits survenus dans le village et le Massif du Vercors durant cette période. Il est publié aux Presses Universitaires de Grenoble avec des annotations de Philippe Laborie sous le titre Journal d'une pétainiste et écrit entre janvier 1944 et mai 1945,.

### Les Trente Glorieuses

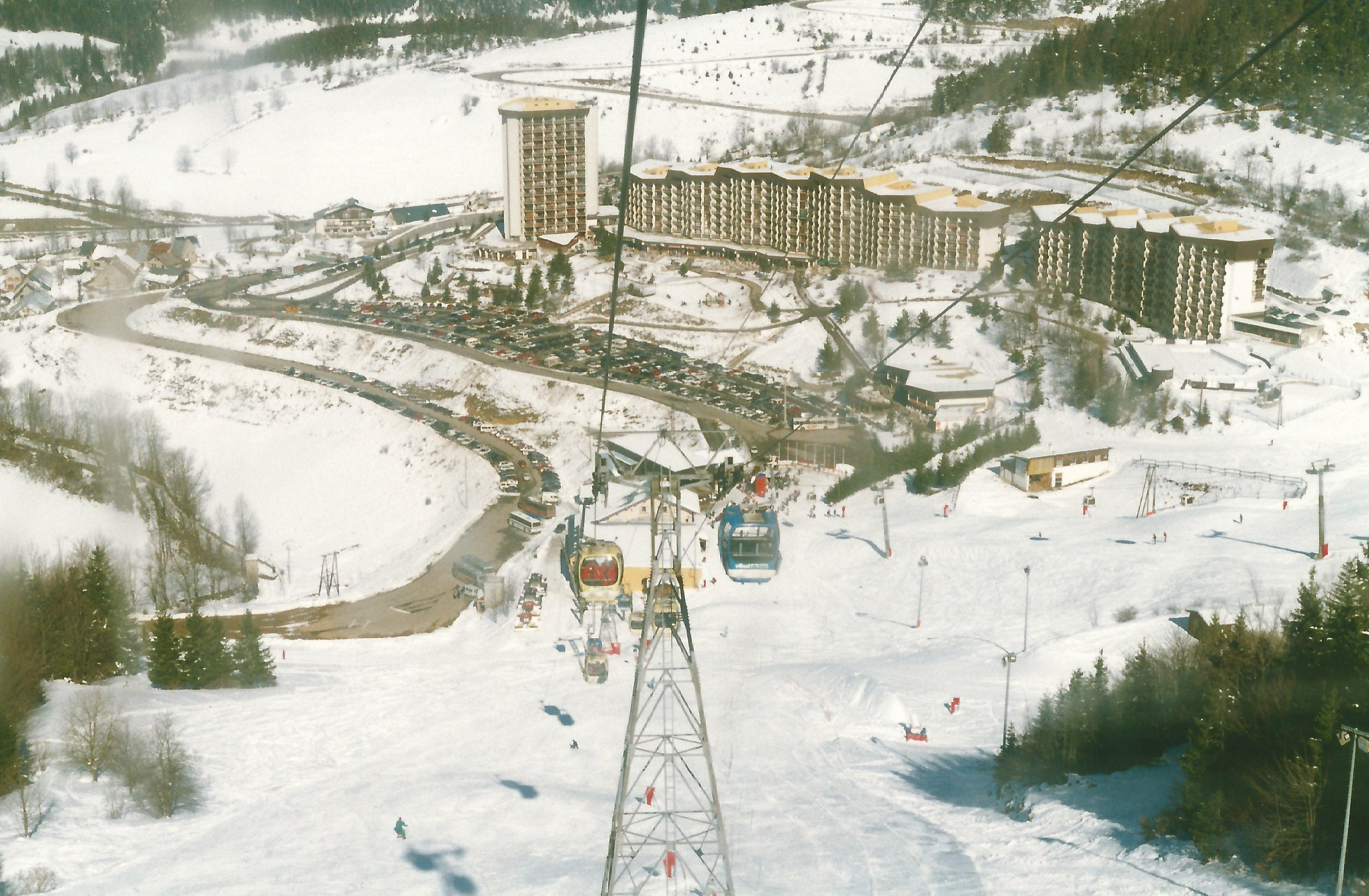
La Cote 2000 dans les années 1980.

Malgré les conséquences de la guerre, les Trente Glorieuses permettent au village de continuer son expansion. Le projet d'aménagement de la Cote 2000 se concrétise avec la construction de la première télécabine en 1951. La station accueille alors les championnats de France de ski en 1953 et 1969. En 1964, le lycée climatique Jean Prévost accueille ses premiers élèves.
En 1948, des entrepreneurs villardiens créent la Société d'Équipement de Villard-de-Lans (SELV) qui prévoit dans ses statuts de créer une véritable station de ski avec des remontées mécaniques. À cette époque, deux contrats de concession seront alors effectués avec la mairie, le premier, le 16 avril 1950 et le second en 1965 cependant les futurs Jeux Olympiques viendront redynamiser et accélérer cet objectif.
Le ski, jusqu'alors réservé aux classes privilégiées, se transforme en un véritable outil économique, ouvert à tous. Certains Villardiens s'y adonnent et deviennent champions (voir la sous-section « Personnalités liées à la commune »).
Parallèlement à cette évolution touristique et sportive, Villard-de-Lans va connaître durant une bonne partie XXe siècle, du début des années 1930, jusqu'à la fin des années 1960, la grande période du climatisme : l'air pur des montagnes du Vercors étant considéré comme bénéfique à de nombreux enfants, la commune continuera à exploiter cette réputation d'une station au climat vivifiant auprès des touristes français et étrangers. Durant cette période, la station est alors fréquentée par les grands de ce monde : l'ancienne impératrice austro-hongroise Zita (dont un rue du village porte le nom en sa mémoire), le roi du Maroc Hassan II, Georges Guétary, Fernandel, Hugues Aufray, Brigitte Bardot, Henri Cochet et même l'écrivain Georges Perec qui n'hésitera jamais à revenir, à l'âge adulte, sur son lieu d'exil d'enfance lors de la dernière guerre (voir le chapitre consacré à « Villard-de-Lans et ses environs dans la littérature »).

### Les Jeux Olympiques d'hiver de 1968

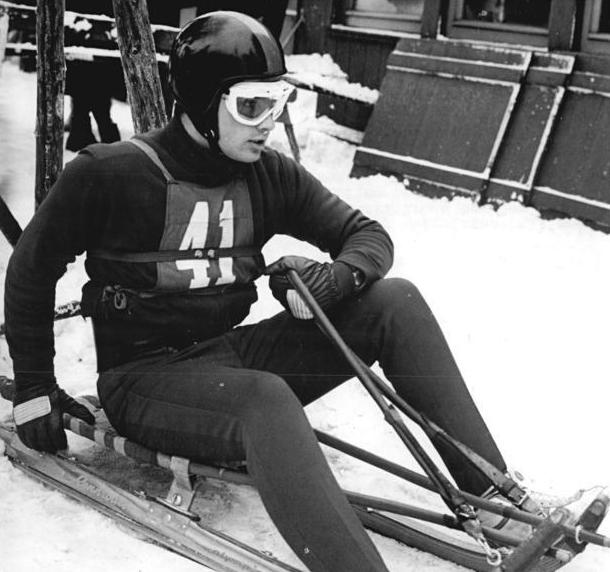
Klaus Bonsack médaillé d'argent en luge simple et médaillé d'or en luge double, épreuves qui se sont déroulées à Villard-de-Lans.

Les Jeux olympiques d'hiver de 1968, dont le site principal (stade d'inauguration et le village olympique) est fixé à Grenoble, seront, dès le début, organisés et voulu par le général de Gaulle.
Cette manifestation internationale renforcera, dès lors, la notoriété de Villard-de-lans et du plateau des Quatre Montagnes qui accueilleront, au cours de ces jeux, certaines épreuves de sport d'hiver. L'autre conséquence directe de cette participation sera le développement et la modernisation des voies d'accès au plateau du Vercors, ainsi que de son équipement au niveau sportif et touristique de la commune et de son canton.
À l'instar de la commune voisine d'Autrans qui accueillera les épreuves olympiques de ski nordique et de biathlon, la commune de Villard-de-Lans accueillera, à son tour, les épreuves de luge sur les pentes de la Balmette au lieu-dit « Le bois du Frier ». Le terrain avait été préalablement acquis par la commune en 1966 durant le mandat du Dr Le François.
Les épreuves de luge se sont déroulées entre le 15 et le 18 février 1968, mais seulement trois courses de luge ont pu avoir lieu : deux épreuves masculines et une épreuve féminine. Toutes les compétitions ont été plusieurs fois retardées en raison de températures trop élevées. Certaines courses ont même du voir leurs trajets raccourcis. La piste naturelle de Villard-de-Lans mesurait, à cette époque, 1 000 mètres et présentait 14 virages pour une dénivellation totale de 110 m. Elle avait nécessité 1 400 m3 de terrassement et 1 800 m3 de béton. La piste été ensuite réaménagée dans un site ludique privé, ouvert au public en toutes saisons.

### LeXXIesiècle

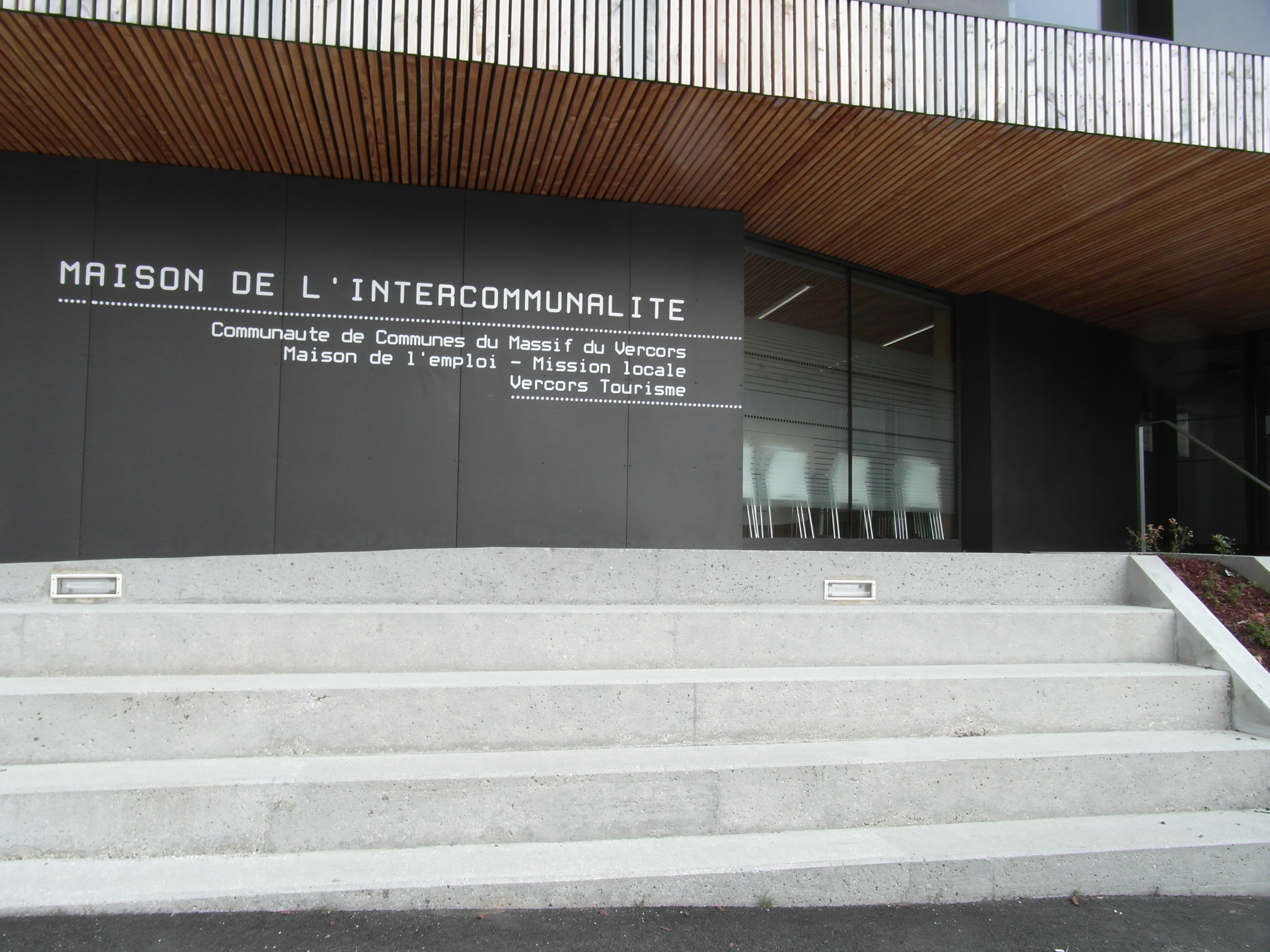
Entrée principale de la CCMV.

Après l'ouverture d'un nouveau centre nautique, d'une patinoire couverte (hébergeant le club de Hockey des Ours de Villard-de-Lans qui remportera la Coupe de France de hockey sur glace en 2003), d'un casino, il semble évident que les différentes municipalités successives parient ouvertement sur l'activité touristique en diversifiant l'offre de loisirs.
En 2013, avec la transformation de la salle de cinéma (dénommée le Rex) en salle polyvalente qui accueillera des spectacles, des projections de films et des congrès, et le lancement d'une étude d'un nouveau téléphérique reliant Lans-en-Vercors avec l'agglomération grenobloise (projet qui fait l'objet d'une certaine controverse), la commune de Villard-de-Lans semble décider de renforcer une image touristique plus diversifiée et plus ouverte sur le nouveau siècle.

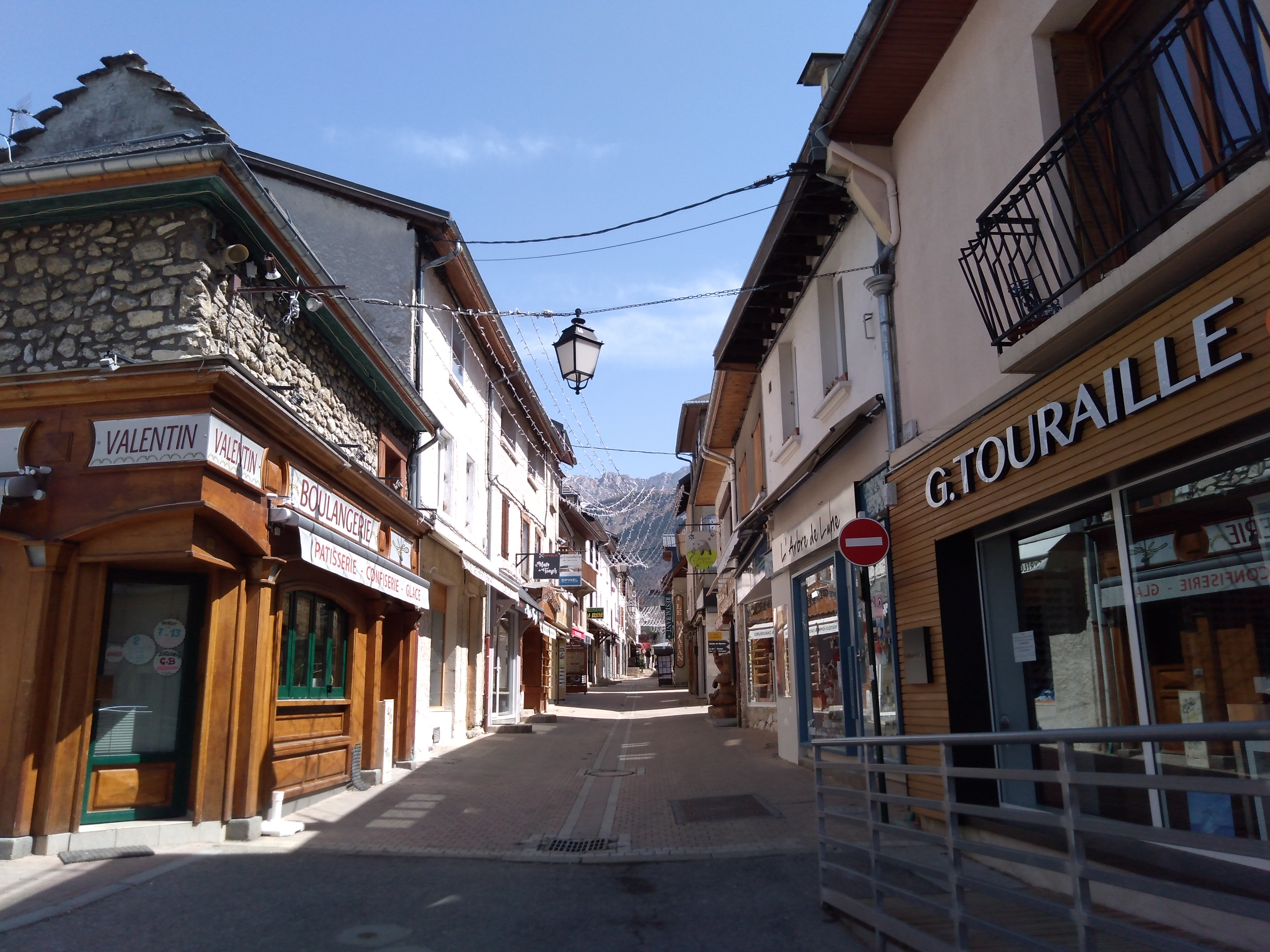
Fermeture des commerces de la principale rue commerçante de Villard-de-Lans (Isère) durant le confinement de mars avril 2020

Si, aujourd'hui (2018), le tourisme reste encore l'activité principale du village, l'agriculture et l'exploitation forestière demeurent encore des activités incontournables qui ont, depuis toujours, joué un rôle primordial dans la vie des Villardiens.
Néanmoins, le canton de Villard-de-Lans ayant été appelé à disparaître en fusionnant avec le canton de Fontaine-Sassenage à l'occasion des élections des élections cantonales de 2015, l'assemblée représentative de la communauté des sept communes du massif du Vercors créée à Villard-de-Lans, il y a plus de 45 ans, souhaite s'engager dans un rôle plus important au niveau de ses administrés notamment en se rendant plus visible : la première étape ayant consisté à reconstruire le nouveau siège de cette communauté locale dans un bâtiment plus imposant afin de gérer l'ensemble de ses activités au cœur même de la commune-siège de Villard-de-Lans en 2013. Le bâtiment et ses annexes sont situés tout près de la mairie, dans le secteur de la Croix-Margot.
Plusieurs conseils municipaux des communes de la communauté de communes du massif du Vercors ont abordé en 2015 un rapprochement de communes dans le sens de l'article 21 de la loi no 2010-1563 du 16 décembre 2010 de réforme des collectivités territoriales destiné à favoriser à nouveau le regroupement de communes. C'est dans ce sens que les conseils municipaux des communes de Villard-de-Lans et Corrençon-en-Vercors ont évoqué l'eventualité d'un rapprochement similaire mais qui n'aboutira pas, par suite d'un refus des citoyens de Corrençon-en-Vercors émis lors d'une consultation locale.
En février 2018, la commune de Villard-de-Lans, en sa qualité de seule station à avoir accueilli l'ensemble des épreuves de luge, célèbre le 50e anniversaire des JO d'hiver de 1968 organise, par l'intermédiaire de son conseil municipal, une célébration de cette anniversaire. Une exposition et divers spectacles à vocation ludiques et sportives sont organisés dans la commune.
D'importants travaux de restructurations sont engagés en juin 2018, dans le centre du village. Terminés en 2020, ils ont permis l'installation du nouvel espace Tourisme dans l'ancien Hôtel du Parc et Château.